# Romanos 14

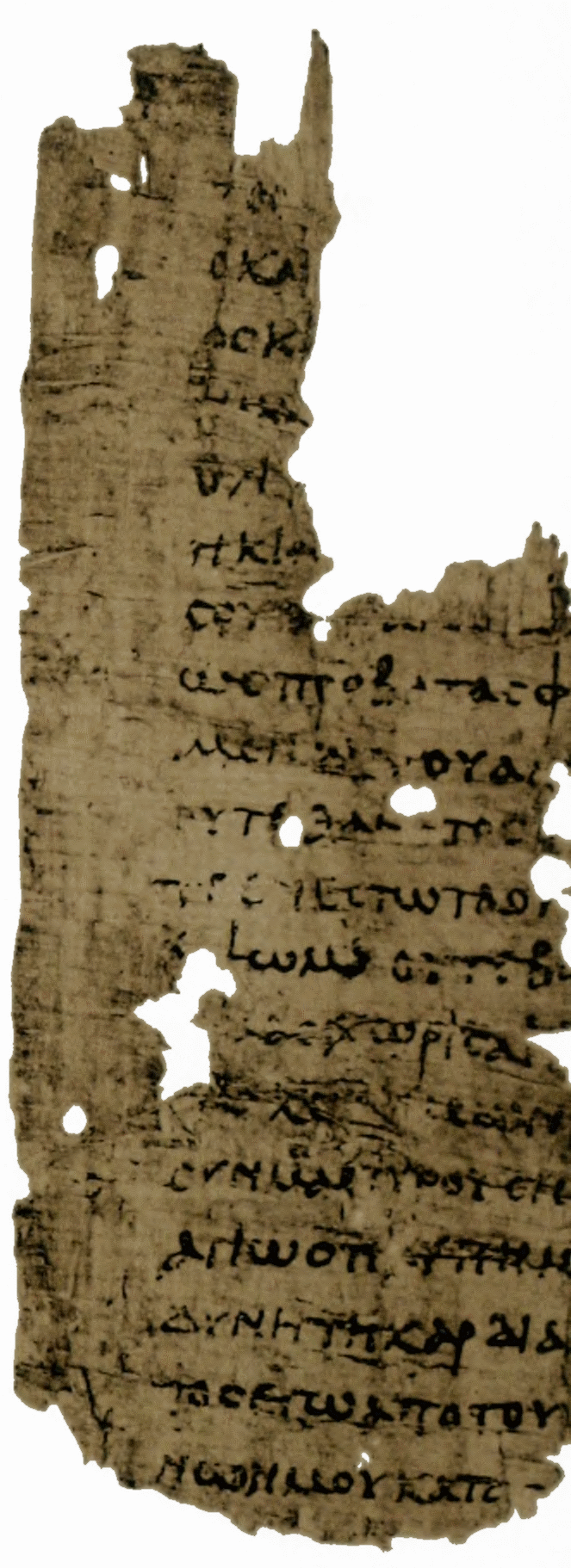
Epístola a los romanos 8:12-22 en el mayor de los dos fragmentos que forman el Papiro 27 (anverso), escrito en el siglo III

Romanos 14 es el decimocuarto capítulo de la Epístola a los Romanos del Nuevo Testamento de la  Biblia cristiana. Su autor es Pablo el Apóstol, mientras se encontraba en Corinto a mediados de los años 50 d. C., con la ayuda de un amanuense (secretario), Tercio, que añade su propio saludo en Romanos 16:22. El reformador protestante Martín Lutero resumió este capítulo como la enseñanza de Pablo de que «hay que guiar cuidadosamente a los débiles de conciencia y perdonarlos; no hay que usar la libertad cristiana para dañar, sino para ayudar, a los débiles». El teólogo luterano Johann Albrecht Bengel dice que Pablo «refiere todas las cosas a la fe».

## Texto
El texto original fue escrito en griego koiné. Este capítulo está dividido en 23 versículos en la mayoría de las traducciones modernas, pero muchas ediciones griegas históricas colocaron Romanos 16:25-27 al final de este capítulo en su lugar, haciendo que conste de 26 versículos en total.

### Testigos textuales
Algunos manuscritos antiguos que contienen el texto de este capítulo son:
- En griego:
  - Codex Vaticanus (325-350 d. C.)
  - Codex Sinaiticus (330-360)
  - Códice Alejandrino (400-440)
  - Codex Ephraemi Rescriptus (~450; completo)
- En lengua gótica
  - Codex Carolinus (siglos VI-VII; existen los versículos 9-20)
- En latín
  - Codex Carolinus (siglo VI/VII; versículos 9-20 existentes)